# Ghānerāv
Ghānerāv är en ort i Indien.   Den ligger i distriktet Pāli och delstaten Rajasthan, i den nordvästra delen av landet, 500 km sydväst om huvudstaden New Delhi. Ghānerāv ligger 383 meter över havet och antalet invånare är 7 650.
Terrängen runt Ghānerāv är platt åt nordväst, men åt sydost är den kuperad. Runt Ghānerāv är det ganska tätbefolkat, med 108 invånare per kvadratkilometer. Närmaste större samhälle är Sādri, 10,0 km sydväst om Ghānerāv. Trakten runt Ghānerāv består till största delen av jordbruksmark.